# بياروم حوراني
بياروم حوراني (الاسم العلمي:Biarum auraniticum) هو نوع من النباتات يتبع جنس البياروم من الفصيلة اللوفية.